# Willem Witsen
Willem Witsen (né le 13 août 1860 à Amsterdam – mort le 13 avril 1923 dans la même ville) est un peintre et photographe néerlandais, figure de l'impressionnisme d'Amsterdam.

## Biographie
Avec Charles Storm van 's Gravesande, il fonde le Nederlandse Etsclub (Association des aquafortistes néerlandais).

## Galerie photographique

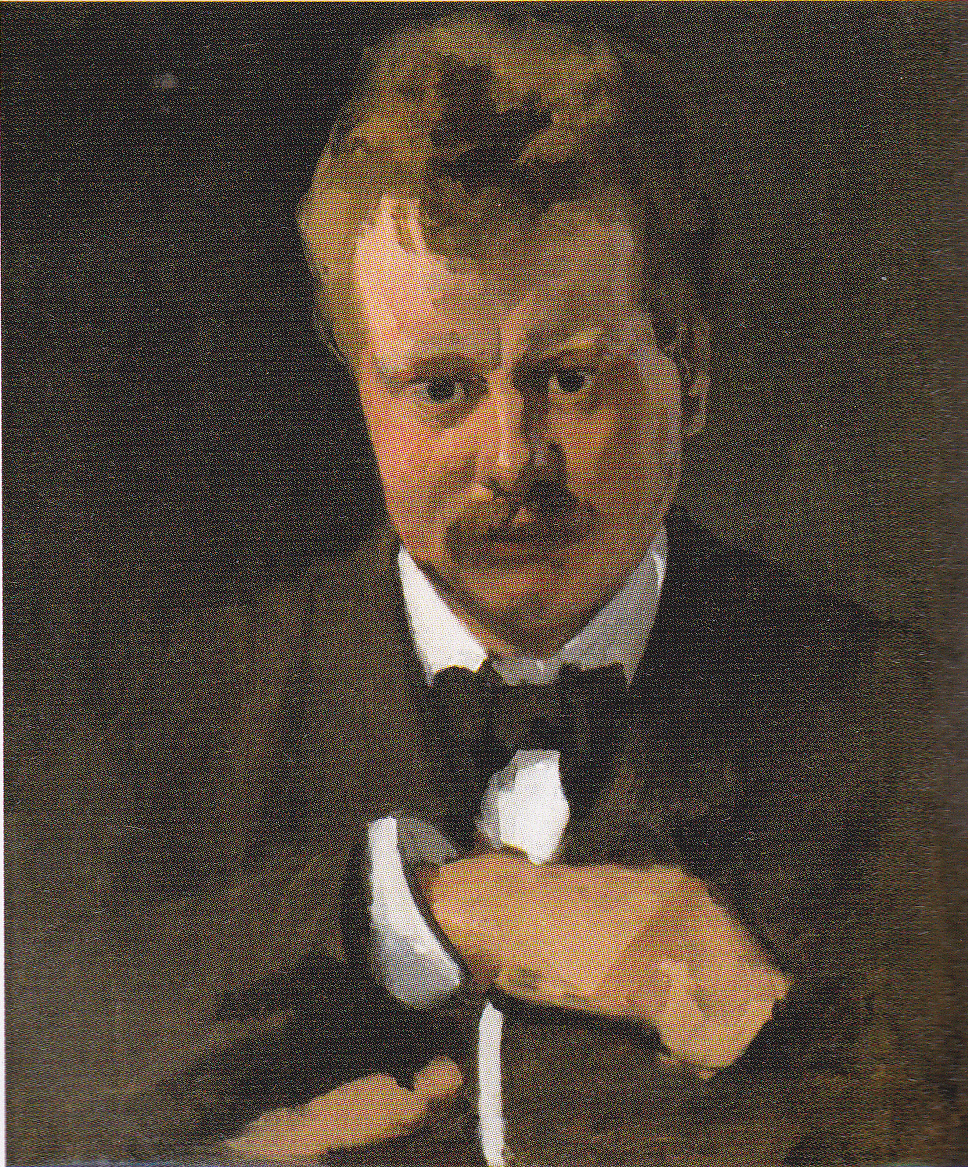
Portrait de Hein Boeken
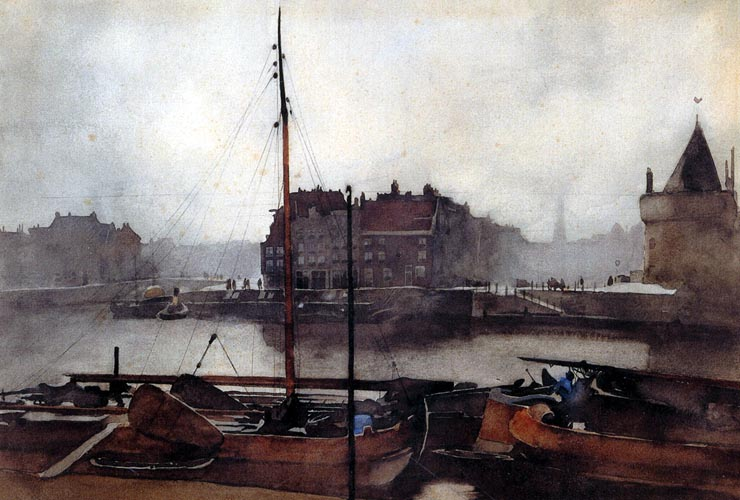
Amsterdam
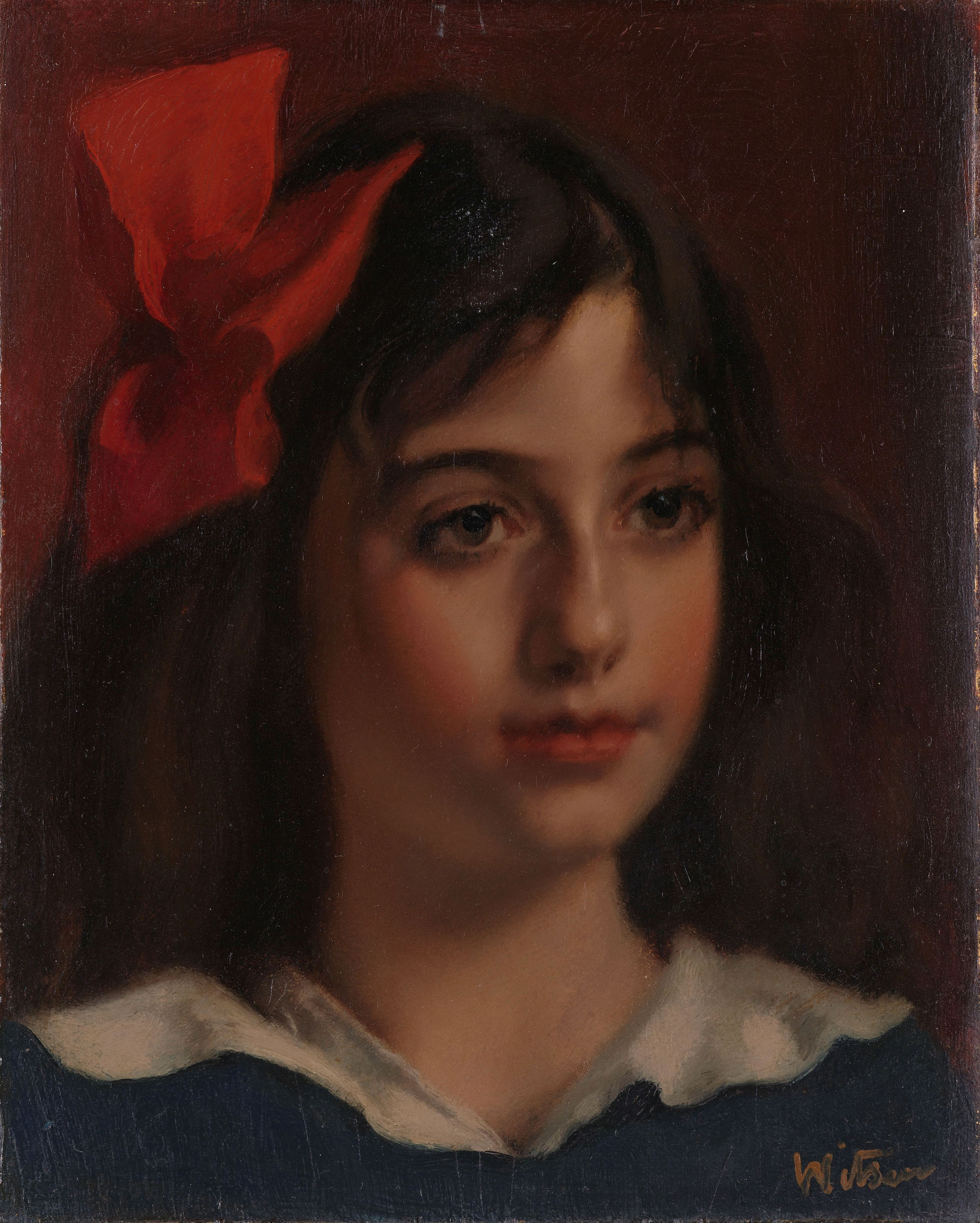
Portrait d'une fille
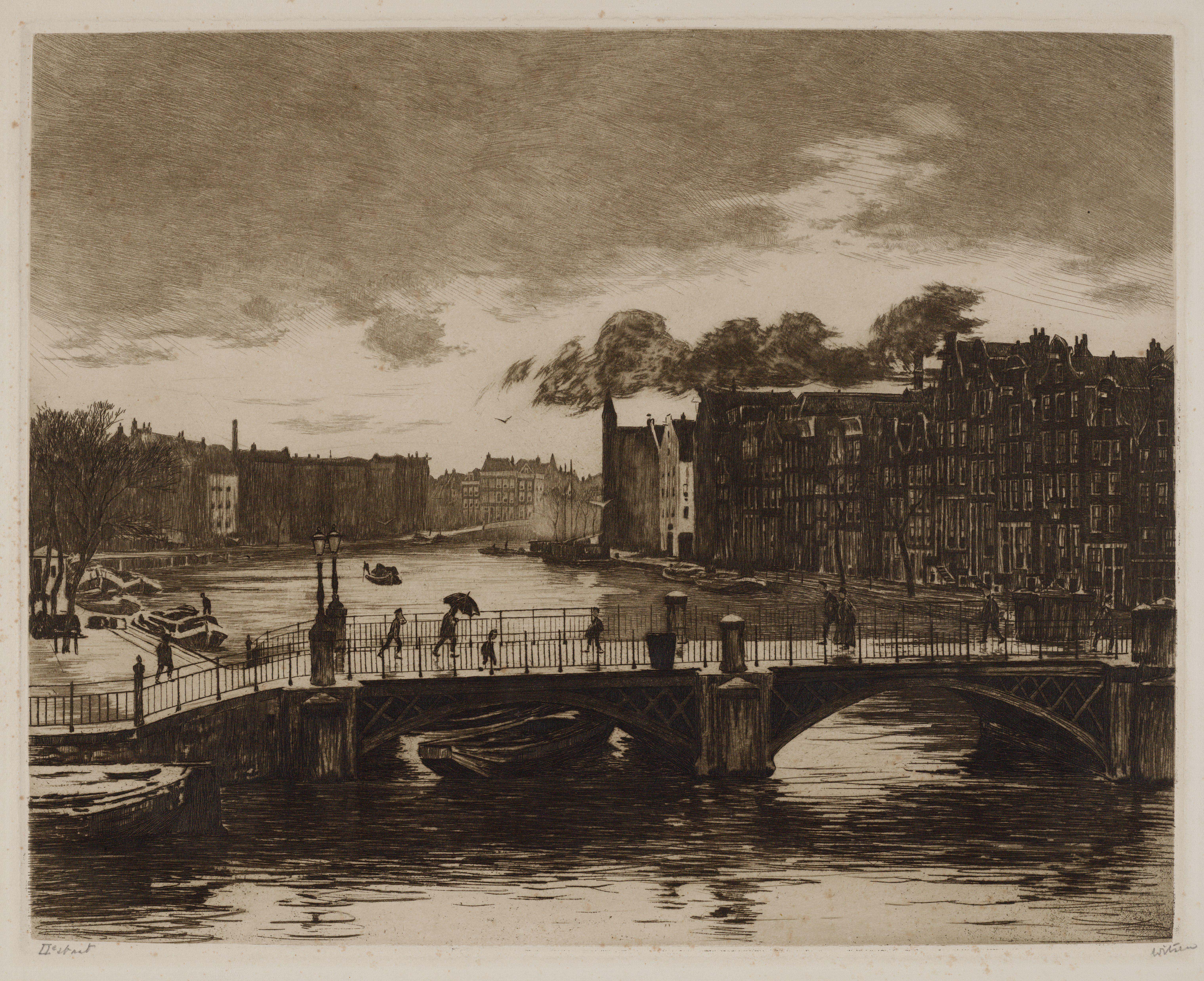
L'Amstel et le pont de Halvemaansbrug (Amsterdam) (nl), et sur la droite, les numéros 84 à 120 de la rue Amstel vers 1906